# David Chang
David Chang (Vienna, 5 agosto 1977) è un imprenditore e personaggio televisivo statunitense di origine coreana, fondatore del gruppo ristorativo Momofuku.

## Storia
Il Gruppo Momofuku è composto da: il Momofuku Noodle Bar, il Momofuku Ssäm Bar, il Milk Bar, e il Momofuku Ko di New York, il Momofuku Seiōbo a Sydney; il Momofuku Noodle Bar e Kojin a Toronto; e il Momofuku CCDC a Washington.
Nel 2009, Momofuku Kofu premiato con 2 stelle Michelin,che son state mantenuto ogni anno. Nel 2018, Chang creò, produsse, e partecipò alla serie televisiva documentario Netflix chiamata Ugly Delicious..

## Premi
James Beard Foundation Awards
- 2006 James Beard Rising Star Chef of the Year Nomination
- 2007 James Beard Rising Star Chef of the Year
- 2008 James Beard Best Chef New York City for Momofuku Ssäm Bar
- 2009 James Beard Best New Restaurant for Momofuku Ko
- 2010 Momofuku – Cookbook Nomination
- 2012 James Beard Outstanding Chef (nominated)
- 2013 James Beard Outstanding Chef
- 2014 James Beard Foundation Who's Who in Food and Beverage in America

The S. Pellegrino World's 50 Best Restaurants
- The S. Pellegrino World’s 50 Best Restaurants: Momofuku Ko – #65 (2011)
- The S. Pellegrino World’s 50 Best Restaurants: Momofuku Ssäm Bar – #37 (2012)
- The S. Pellegrino World’s 50 Best Restaurants: Momofuku Ko – #79 (2012)
- The S. Pellegrino World’s 50 Best Restaurants: Momofuku Ssäm Bar– #86 (2013)
- The S. Pellegrino World's 50 Best Restaurants: Momofuku Ssäm Bar- #64 (2014)

Michelin
- Ko : 2 Stelle Michelin per il 2009, 2010, 2011, 2012, 2013, 2014, 2015
- 2011, 2012, 2013, 2014 Guida Michelin: Momofuku Ssäm Bar e Momofuku Noodle Bar, Michelin Bib Gourmands Guide per New York[5][6][7][8]

The Sydney Morning Herald Good Food Guide
- Momofuku Seiōbo – Three Hats (2013)
- Momofuku Seiōbo – Best New Restaurant (2013)

Additional Awards + Accolades
- 2013 Momofuku Seiōbo, Restaurant of the Year
- 2013 Momofuku Shōtō and Daishō, The Best New Toronto Restaurants
- 2012 Momofuku, The Most Important Restaurant in America
- 2012 Momofuku Ko, Five Most Influential Restaurants of the Past Six Years
- 2012 Momofuku Seiōbo, Time Out Restaurant of the Year
- White Guide (March 2012) – Global Gastronomy Award 2012
- Crain’s New York (March 2011) – 40 Under 40
- 2010 Time 100 Most Influential People[9]
- Food & Wine 2006 Best New Chef
- Bon Appetit's 2007 Chef of the Year
- GQ's 2007 Chef of the Year